# 甘友信
甘友信，广东保昌人，明朝政治人物、进士出身。

## 生平
洪武十七年（1384年）中舉人，十八年（1385年）登乙丑科进士，後因事被謫戍楚雄府，獲薦起用為瑞州府训导，死後入祀學宮。